# 河南省体育中心
河南省体育中心位于河南省郑州市惠济区长兴路38号，坐落于河南省体育场馆中心北区，是中华人民共和国成立后，河南省为发展体育事业而建设的大型综合体育中心。占地面积980亩，于2002年9月投入使用。

## 历史
1996年，一期工程于开始筹备建设，2002年9月正式投入使用，总投资4.59亿元人民币。主要设施有可容纳48,000人的体育场、田径附场、足球训练场、田径馆、综合训练馆及配套设施。
2006年12月，室内田径场开工建设，2008年10月交付使用。
2009年2月，二期工程游泳跳水馆开工建设，2012年7月正式投入使用。
2022年，与河南省体育馆、中原网球训练基地管理中心合并为河南省体育场馆中心。

## 主要场地

### 体育场
体育场总投资3.5亿元，总建筑面积46,301平方米，共设48,000个座椅，其中贵宾席900个，记者席360个。东西长262米，南北长255米，呈椭圆形结构。地上五层为现浇钢筋混凝土框架结构。场地南端设有一座标高25.10米的橄榄形计分牌；东西两侧观众看台上的银灰色罩棚为球穹形钢网架结构，纵向跨度273.016米，覆盖面积28590平方米，覆盖率为70%。整个看台坐区共有观众入口40个，主体结构按伸缩缝设置划分为十二个独立的结构单元。

### 游泳跳水馆
游泳跳水馆为甲级体育建筑，总投资2.89亿元人民币，总用地面积43,531平方米，总建筑面积28,910平方米，设有观众席3,000座。功能兼顾专业、业余的比赛、训练及群众水上健身娱乐，具备举办游泳、跳水、花样游泳、水球等全国性和国际单项比赛条件。

### 综合训练馆
综合训练馆位于省体育中心南区，占地面积8,268平方米，建筑面积17,435平方米，训练场地面积13,328平方米，总造价3,800余万元，训练场馆14个，包含篮球、排球、体操、武术、柔道、跆拳道、摔跤、乒乓球、健美操、羽毛球等。

### 室内田径场
室内田径馆位于省体育中心南区，为钢混框架结构，建筑面积9,300平方米。馆内设200米标准塑胶跑道及附属设施，可承办国家级室内田径比赛。是一座集训练、比赛、办公等多功能为一体的综合室内田径馆。

### 田径附场
田径附场位于省体育中心北区，于主体育场交相辉映，设有标准化塑胶跑道、高标准天然草坪、独立看台、住宿房间等，完全满足田径、足球项目的训练比赛要求。

### 足球训练场
足球训练场位于省体育中心北区，内设两块天然草坪场地，可满足专业运动队训练和业余足球比赛需求。

## 主要活動
河南省體育中心體育場經常作為各類演出及商業演唱會及體育的舉辦場地。

### 體育比賽
2002年10月在此成功举办了河南省第九届运动会开幕式和田径比赛。也承办过中国足球乙级聯赛决赛和世界传统武术大会的开幕式。

### 文娛演出
| 2005年9月3日     | 刘德华                                 | 幻影中國巡迴演唱會                     | 1 |
| 2006年8月5日     | 张信哲                                 | 2006张信哲郑州演唱会                   | 1 |
| 2007年6月3日     | 張學友                                 | 學友光年世界巡迴演唱會                 | 1 |
| 2010年9月4日     | 周杰伦                                 | 超时代世界巡回演唱会                   | 1 |
| 2011年4月26日    | 刘德华                                 | Unforgettable 中国巡回演唱会           | 1 |
| 2011年5月27日    | 張學友                                 | 1/2世紀世界巡迴演唱會                  | 1 |
| 2012年4月21日    | 張惠妹                                 | AMeiZING 15週年世界巡迴演唱會          | 1 |
| 2012年6月8日-9日 | 王菲                                   | 巡唱亞洲巡迴演唱會                     | 2 |
| 2012年9月8日     | 五月天                                 | 諾亞方舟世界巡迴演唱會（末日狂歡版）   | 1 |
| 2013年9月28日    | 王力宏                                 | MUSIC-MAN Ⅱ火力全开世界巡回演唱会      | 1 |
| 2013年10月4日    | 陶喆                                   | 小人物狂想曲世界巡回演唱会             | 1 |
| 2014年5月31日    | 周杰伦                                 | 魔天伦世界巡回演唱会                   | 1 |
| 2014年8月30日    | 孫燕姿                                 | 克卜勒世界巡迴演唱會                   | 1 |
| 2014年9月27日    | 陈奕迅                                 | EASON's LIFE世界巡迴演唱會             | 1 |
| 2015年5月30日    | 周华健                                 | 今天唱什么世界巡回演唱会               | 1 |
| 2015年6月20日    | 汪峰                                   | 峰暴来临超级巡回演唱会                 | 1 |
| 2015年9月12日    | 張惠妹                                 | 烏托邦世界巡城演唱會                   | 1 |
| 2015年11月7日    | 張信哲                                 | 還愛光年世界巡迴演唱會                 | 1 |
| 2016年3月17日    | BIGBANG                                | MADE V.I.P歌迷见面会                   | 1 |
| 2016年5月21日    | 陈奕迅                                 | ANOTHER EASON's LIFE世界巡回演唱会     | 1 |
| 2016年6月25日    | 郑伊健、陈小春、谢天华、钱嘉乐、林晓峰 | 岁月友情全国巡回演唱会                 | 1 |
| 2016年9月24日    | 周杰伦                                 | 地表最强世界巡回演唱会                 | 1 |
| 2017年4月22日    | 五月天                                 | LIFE人生無限公司巡迴演唱會             | 1 |
| 2017年6月16-17日 | 張學友                                 | A CLASSIC TOUR 學友.經典世界巡迴演唱會 | 2 |
| 2018年7月7-8日   | 周杰伦                                 | 地表最强2世界巡回演唱会                | 2 |
| 2018年7月28日    | 张杰                                   | 未·LIVE巡回演唱会                      | 1 |
| 2019年4月13日    | 林俊杰                                 | 聖所2.0世界巡回演唱会                  | 1 |
| 2019年5月18日    | 王力宏                                 | 龙的传人2060世界巡回演唱会             | 1 |
| 2023年6月17-18日 | 张杰                                   | 未·LIVE —「曜·北斗」巡回演唱会         | 2 |
| 2023年9月2日     | 张信哲                                 | 未来式2.0世界巡回演唱会                | 1 |
| 2023年10月28日   | 张韶涵                                 | 寓言世界巡迴演唱會                     | 1 |

## 交通
河南省体育中心位于郑州市区西北部的郑州市综合投资区三全路，临近江山路、京广快速路与连霍高速公路，距離新郑国际机场35公里，距離最近的火車站和长途汽車站均约15公里。公共交通方面，郑州地铁省体育中心站位于体育中心西南角三全路与长兴路交叉口地下，此外有多条公交线路以此处为起讫站。
| 郑州地铁 34 省体育中心站 郑州公交 \| 省体育中心 \| 省体育中心 \| 省体育中心 \| 省体育中心 \| 省体育中心 \| \| 编号 \| 路线 \| 路线 \| 路线 \| 备注 \| \| ---------- \| ---------------------- \| ---------------------- \| ---------------------- \| ---------------------- \| \| 22 \| 省体育中心 \| ⇆ \| 紫荆山花园路 \| \| \| 28 \| 省体育中心 \| ⇆ \| 紫荆山金水路西 \| \| \| 70 \| 省体育中心 \| ⇆ \| 火车站西广场 \| \| \| 93 \| 已于2023年10月26日停办 \| 已于2023年10月26日停办 \| 已于2023年10月26日停办 \| 已于2023年10月26日停办 \| \| B19 \| 省体育中心 \| ⇆ \| 会展中心内环 \| 原B19路与219路并线而成 \| \| B37 \| 已于2023年9月21日停办 \| 已于2023年9月21日停办 \| 已于2023年9月21日停办 \| 已于2023年9月21日停办 \| \| K907 \| 已于2023年9月5日停办 \| 已于2023年9月5日停办 \| 已于2023年9月5日停办 \| 已于2023年9月5日停办 \| \| Y8 \| 省体育中心 \| ⇆ \| 火车站北港湾 \| 夜间服务 \| |                        |                        |                        |                        |
| 省体育中心 |                        |                        |                        |                        |
| 编号 | 路线                   | 路线                   | 路线                   | 备注                   |
| 22 | 省体育中心             | ⇆                      | 紫荆山花园路           |                        |
| 28 | 省体育中心             | ⇆                      | 紫荆山金水路西         |                        |
| 70 | 省体育中心             | ⇆                      | 火车站西广场           |                        |
| 93 | 已于2023年10月26日停办 | 已于2023年10月26日停办 | 已于2023年10月26日停办 | 已于2023年10月26日停办 |
| B19 | 省体育中心             | ⇆                      | 会展中心内环           | 原B19路与219路并线而成 |
| B37 | 已于2023年9月21日停办  | 已于2023年9月21日停办  | 已于2023年9月21日停办  | 已于2023年9月21日停办  |
| K907 | 已于2023年9月5日停办   | 已于2023年9月5日停办   | 已于2023年9月5日停办   | 已于2023年9月5日停办   |
| Y8 | 省体育中心             | ⇆                      | 火车站北港湾           | 夜间服务               |

## 周边
- 河南体育学院惠济校区（南侧）
- 河南省体育运动学校